# Obsesión (telenovela de 1996)
Obsesión fue una telenovela peruana, producida por Luis Llosa e Iguana Producciones S.A. en 1996, transmitida por Frecuencia Latina. Protagonizada por Diego Bertie, Daniela Sarfati, Christian Meier y Gianella Neyra, y con las participaciones antagónicas de Sonia Oquendo y Ana María Jordán.

## Argumento
Leonardo Ratto es un director de telenovelas muy mujeriego que está obsesionado con encontrar a la actriz ideal para el papel de Mariana, la protagonista de su próxima telenovela, A mil por hora; para ello, empieza a hacer un casting para el papel. Se presenta al casting un gran número aspirantes a actriz y varias de ellas intentarán seducir a Leonardo para lograr el papel. 
Leonardo termina haciéndose amante de Magaly Muzzo, una de las aspirantes y engañando a su prometida, Vanessa Ventura-Miller, hija del dueño del canal de televisión, Elías Ventura-Miller. La relación entre Leonardo y Magaly continúa hasta que Vanessa descubre la verdad, por lo que la joven decide romper su compromiso y abandonarlo, a pesar de todo Leonardo ama a más no poder a Vanessa y ambos mutuamente.
Sin embargo, será Rita Reynoso, encargada de llevar los alimentos a los actores, quien se convertirá en la musa del director de la novela, así como en la mujer que le robará el corazón.

## Reparto
- Diego Bertie - Leonardo Ratto Balarezo
- Daniela Sarfati - Vanessa Ventura-Miller Agois
- Gianella Neyra - Rita Reynoso/Rita Martin/Mariana
- Christian Meier - Jimmy Martel/Jano
- Roberto Moll - Elías Ventura-Miller
- Sonia Oquendo - Karen Ullmann
- Yvonne Frayssinet - Nora Agois de Ventura-Miller
- Jaime Lértora - Michelle "Michelin" Ferrer
- Ana María Jordán - Carola del Busto
- Angie Shrimplin - Erika del Busto/Nena
- Gabriel Calvo - Mirko/Patadita
- Renato Rossini - Gonzalo Carella/Gringo
- Norma Martínez - Lorena Muñoz
- Toño Vega - Francisco "Chito" Astudillo
- Cecilia Brozovich - Magaly Musso/La Gata
- Fernando de Soria - Ramiro Quintana
- Milena Alva - Antonia Balarezo
- Marcelo Serrano - Mauricio Millares
- Alexandra Graña - Ximena Arroyo/Machi
- Fabrizio Aguilar - Marco Repetto
- Nicolás Rebaza - Rubén/El Halcón
- Santiago Magill - Domingo "Mingo" Balarezo
- Carlos Oneto - Don Pablo/Don Pepe
- Ramsay Ross - Melville Shapiro
- Adolfo Chuiman - Raymundo
- Carlos Thornton - Sergio
- Carlos Alcántara - Samuel Iturrino
- Katia Condos - Emilia Repetto
- Baldomero Cáceres - Nico
- Ricardo Fernández - Eusebio Reynoso
- Johnny Mendoza - Foncho
- Roxana Silva - Teresa
- Ana Cecilia Sanchez - Nuria Lama
- Noemí del Castillo - Doña Esther
- Jean Paul Strauss - "El Flaco"
- Fiorella Cayo - Alana "Lalita"/Muñeca
- László Kovács - "El Fosforito"
- Tabata Gardois
- Eva Álvarez
- Martin Farfan - Walter

## Adaptaciones
Obsesión fue posteriormente adaptada a una telenovela llamada Latin Lover en 2001, también producida por Iguana Producciones para Playboy TV. La trama se basó libremente en Obsesión con más énfasis en escenas de sexo y erótica. Cecilia Brozovich también apareció en Latin Lover, interpretando al personaje basado en su contraparte de Obsesión.